# Lichmera
Lichmera is een geslacht van zangvogels uit de familie honingeters (Meliphagidae).

## Soorten
Het geslacht kent de volgende soorten:
- Lichmera alboauricularis  – Lijsterhoningeter
- Lichmera argentauris  – Zilveroorhoningeter
- Lichmera deningeri  – Buruhoningeter
- Lichmera flavicans  – Timorhoningeter
- Lichmera incana  – Vanuatuhoningeter
- Lichmera indistincta  – Parkhoningeter
- Lichmera monticola  – Ceramhoningeter
- Lichmera notabilis  – Wetarhoningeter
- Lichmera squamata  – Babarhoningeter